# Гоздниця
Гоздниця (пол. Gozdnica, нім. Freiwaldau) — місто в західній Польщі, на річці Черниця.
Належить до Жаганського повіту Любуського воєводства.

## Демографія
Демографічна структура станом на 31 березня 2011 року:
|          | Загалом | Допрацездатний вік | Працездатний вік | Постпрацездатний вік |
| -------- | ------- | ------------------ | ---------------- | -------------------- |
| Чоловіки | 1635    | 316                | 1146             | 173                  |
| Жінки    | 1721    | 285                | 1014             | 422                  |
| Разом    | 3356    | 601                | 2160             | 595                  |